# Кшиштоф Зборовський (шляхтич)
Кшиштоф Зборовський гербу Яструбець — польський шляхтич, урядник Королівства польського.

## Життєпис
Батько — Марцін Зборовський, мати — дружина батька Анна з Конарських. Кшиштоф Зборовський навчався за кордоном.
Посади: підчаший коронний, радник імператора. Єжи Язловецький під час другого безкоролів'я разом зі Станіславом Ґуркою, Пйотром Зборовським (син Марціна, краківський воєвода, тлумацький староста), сандомирським старостою Анджеєм Фірлеєм (пом. 1585) потаємно вислав Кшиштофа Зборовського до Вільгельма Роземберґа взнати, чи згодився би він претендувати на трон. На пропозицію Кшиштофа Зборовського Якуба Сециґньовського обрали послом до сейму.
Був дідичем Чешибісів (нині Єзупіль), Чорнокозинців.